# 弘瓢蜡蝉属
弘瓢蜡蝉属（学名：Macrodarumoides）是瓢蜡蝉科下的一个属。

## 下属物种
本属包括以下物种：
- 瓣弘瓢蜡蝉 Macrodarumoides petalinus Che, Zhang & Wang, 2012